# Синьків (гміна)
Гміна Синьків  (пол. Gmina Sińków)— колишня сільська гміна у Заліщицькому повіті Тернопільського воєводства Другої Речі Посполитої. Адміністративним центром гміни було село Синьків.
Гміна утворена 1 серпня 1934 року на підставі нового закону про самоуправління (23 березня 1933 року).
Площа гміни — 70,34 км²

Кількість житлових будинків — 1717

Кількість мешканців — 7116
Гміну створено на основі давніших гмін: Синьків, Дунів, Костільники (1966 року село Костільники перейменоване на Виноградне), Колодрібка, Кулаківці, Зозулинці.